# Władysław Gomułka
Władysław Gomułka, född 6 februari 1905 i Krosno, död 1 september 1982 i Konstancin-Jeziorna, var en polsk kommunistisk politiker. Gomułka var förste sekreterare i Polska förenade arbetarpartiet mellan 1956 och 1970.

## Biografi
Gomułka var mycket verksam i kommunistiska organisationer i Andra polska republiken, och på grund av det fängslades han av den polska saneringsregeringen mellan 1934 och 1939. Under andra världskriget var han bosatt i Sovjetunionen, där han arbetade för att återskapa det polska kommunistpartiet. År 1945–47 ingick han i den regering som tog makten i Polen efter andra världskriget (bland annat med hjälp av den så kallade "3 x ja!"-omröstningen och valen till Sejmen 1947). Mellan 1951 och 1954 betraktades Gomułka av kommunistpartiet som högerreaktionär, och satt fängslad eftersom han motsatte sig kollektiviseringen av jordbruket.
Gomułka kom till makten efter Bolesław Bieruts död 1956, då Polen befann sig i en poststalinistisk period av oro. Hans bidrag var att övertyga den sovjetiska ledningen om att Polen med sin historia och traditioner behövde följa en särskild polsk väg till socialismen. Hans diplomatiska strategi var mer framgångsrik än Imre Nagys i Folkrepubliken Ungern, där liknande strävanden ledde till en blodig uppgörelse genom Ungernrevolten. Gomułkas politik ledde även till frigivningar av fångar, att katolska kyrkan fick verka öppet, samt att man avstod från kollektiviseringen av jordbruket.
Under några år fick Gomułka åtnjuta visst folkstöd, som dock dalade. Från 1960 försämrades gradvis kyrkans villkor. Vid ett omtalat tal 19 juni 1967, i samband med sexdagarskriget, kallade han polska judar för femtekolonnare och påstod att de stödde sionismen. På våren 1968 uppstod oroligheter bland studenterna. Man ställde krav på medborgerliga rättigheter och att censuren skulle avskaffas. Gomułka och partiet inledde en riktad kampanj och orkestrerade flera aktioner som skulle visa folkets missnöje, och man påstod att de upproriska studenterna ofta var av judisk härkomst. Kampanjen ledde till en antisemitisk utrensning där ett stort antal judar, ofta intellektuella, fördrevs ut ur Polen. Ledare och deltagande studenter i revolten fängslades eller, som filosofen Leszek Kołakowski, förelades publiceringsförbud och tvingades att emigrera.
År 1970 blev missnöjet så stort att det ledde till manifestationer huvudsakligen i Gdańsk, Gdynia och Szczecin, där 42 dödades och över 1000 protesterande sårades av den polska polisen och säkerhetsstyrkorna. Gomułka avsattes den 20 december 1970 och ersattes av Edward Gierek.